# Касталија
Касталија (грч. Κασταλία) је у грчкој митологији била нимфа.

## Митологија
Била је Најада са пророчког извора на планини Парнас, односно на Делфима у Фокиди. Њене воде су рођене или од реке речног бога Ахелоја или од Кефиса. Најпре се ова река појављује на планини Парнас као Касотис, потом понире под земљу и напокон избија као извор Касталија крај седишта делфског пророчишта. Можда је управо природа ова два извора утицала на њено име; kass, потиче од kassuô, што значи „сашити“, јер су та два извора повезана. Поистовећивана је са нимфама Дафнидом и Тијом, а и сврстана је у корикијске нимфе. Паусанија је наводио да је била поштована због свог оца Ахелоја, а веровало се и да се бацила у реку названу по њој, када ју је Аполон прогањао жељан њене љубави.